# Кунетоне-Вила (Бреша)
Кунетоне-Вила је насеље у Италији у округу Бреша, региону Ломбардија.
Према процени из 2011. у насељу је живело 1412 становника. Насеље се налази на надморској висини од 155 м.